# Bretenière
Bretenière és un municipi francès, situat al departament de la Costa d'Or i a la regió de Borgonya - Franc Comtat. L'any 2007 tenia 742 habitants.

## Demografia

### Població
El 2007 la població de fet de Bretenière era de 742 persones. Hi havia 249 famílies, de les quals 32 eren unipersonals (16 homes vivint sols i 16 dones vivint soles), 84 parelles sense fills, 117 parelles amb fills i 16 famílies monoparentals amb fills.
La població ha evolucionat segons el següent gràfic:
Habitants censats

### Habitatges
El 2007 hi havia 267 habitatges, 258 eren l'habitatge principal de la família, 2 eren segones residències i 6 estaven desocupats. 242 eren cases i 24 eren apartaments. Dels 258 habitatges principals, 206 estaven ocupats pels seus propietaris, 49 estaven llogats i ocupats pels llogaters i 3 estaven cedits a títol gratuït; 6 tenien dues cambres, 19 en tenien tres, 69 en tenien quatre i 164 en tenien cinc o més. 235 habitatges disposaven pel capbaix d'una plaça de pàrquing. A 91 habitatges hi havia un automòbil i a 156 n'hi havia dos o més.

### Piràmide de població
La piràmide de població per edats i sexe el 2009 era:
| Homes | Edats   | Dones |
| ----- | ------- | ----- |
| 0     | 95 o +  | 0     |
| 0     | 90 a 94 | 0     |
| 1     | 85 a 89 | 4     |
| 1     | 80 a 84 | 1     |
| 2     | 75 a 79 | 2     |
| 18    | 70 a 74 | 2     |
| 4     | 65 a 69 | 16    |
| 9     | 60 a 64 | 16    |
| 19    | 55 a 59 | 9     |
| 28    | 50 a 54 | 23    |
| 32    | 45 a 49 | 30    |
| 34    | 40 a 44 | 44    |
| 29    | 35 a 39 | 39    |
| 31    | 30 a 34 | 20    |
| 13    | 25 a 29 | 21    |
| 37    | 20 a 24 | 22    |
| 36    | 15 a 19 | 38    |
| 36    | 10 a 14 | 42    |
| 34    | 5 a 9   | 25    |
| 9     | 0 a 4   | 24    |

## Economia
El 2007 la població en edat de treballar era de 509 persones, 359 eren actives i 150 eren inactives. De les 359 persones actives 342 estaven ocupades (181 homes i 161 dones) i 17 estaven aturades (6 homes i 11 dones). De les 150 persones inactives 61 estaven jubilades, 67 estaven estudiant i 22 estaven classificades com a «altres inactius».

### Ingressos
El 2009 a Bretenière hi havia 250 unitats fiscals que integraven 718 persones, la mediana anual d'ingressos fiscals per persona era de 19.058 €.

### Activitats econòmiques
Dels 33 establiments que hi havia el 2007, 6 eren d'empreses de fabricació d'altres productes industrials, 8 d'empreses de construcció, 9 d'empreses de comerç i reparació d'automòbils, 2 d'empreses de transport, 1 d'una empresa d'hostatgeria i restauració, 1 d'una empresa immobiliària, 3 d'empreses de serveis, 1 d'una entitat de l'administració pública i 2 d'empreses classificades com a «altres activitats de serveis».
Dels 10 establiments de servei als particulars que hi havia el 2009, 1 era un taller de reparació d'automòbils i de material agrícola, 1 paleta, 3 guixaires pintors, 1 fusteria, 2 electricistes, 1 perruqueria i 1 restaurant.
Dels 2 establiments comercials que hi havia el 2009, 1 era un hipermercat i 1 una joieria.
L'any 2000 a Bretenière hi havia 6 explotacions agrícoles que ocupaven un total de 534 hectàrees.

## Equipaments sanitaris i escolars
El 2009 hi havia 1 escola maternal i 1 escola elemental.

## Poblacions més properes
El següent diagrama mostra les poblacions més properes.